# Вилкс-Бери (Пенсилванија)
Вилкс-Бери (енгл. Wilkes-Barre) град је у америчкој савезној држави Пенсилванија. По попису становништва из 2010. у њему је живело 41.498 становника.

## Демографија
Према попису становништва из 2010. у граду је живело 41.498 становника, што је 1.625 (3,8%) становника мање него 2000. године.
| Група             | 2000.          | 2010.          |
| Белци             | 39.433 (91,4%) | 31.069 (74,9%) |
| Афроамериканци    | 2.193 (5,1%)   | 4.519 (10,9%)  |
| Азијати           | 342 (0,8%)     | 592 (1,4%)     |
| Хиспаноамериканци | 683 (1,6%)     | 4.690 (11,3%)  |
| Укупно            | 43.123         | 41.498         |